# Victor Dillard
Pour les articles homonymes, voir Dillard.
Victor Dillard, né le 24 décembre 1897, à Blois (Loir-et-Cher, France) et mort le 12 janvier 1945 au camp de concentration de Dachau (Allemagne), était un prêtre jésuite français. Écrivain social entre les deux guerres mondiales il se met au service pastoral des victimes du STO et, arrêté par la Gestapo, meurt d'épuisement à Dachau. Il est l'oncle paternel de Françoise Hardy.

## Biographie
Victor Dillard est issu d'une famille bourgeoise de Blois, au sein d'une fratrie de dix enfants (sept fils), dont Robert (1889-1968, polytechnicien, élève de l'école navale, futur contre-amiral), Pierre (1891-1915, mort pour la France, élève comme son frère de l'école navale. Un autre de ses frères, Étienne Dillard, est le père de la chanteuse Françoise Hardy. 
Militaire durant la Première Guerre mondiale, il est sous-lieutenant lorsqu'il entre chez les jésuites en novembre 1919. Durant sa formation, il étudie le droit, l'économie et la théologie. Il est ordonné  prêtre en 1931. 
Attaché à l'association Action Populaire en 1937 il voyage beaucoup en Europe et en Amérique. Avec la documentation rassemblée il écrit de nombreux articles qui sont publiés dans les revues Action populaire, Étvdes, La Vie intellectuelle, etc. 
Capitaine d'artillerie, il est fait prisonnier en 1940. Il s'évade, prêche à Vichy (Radio Londres l'appelle « le seul homme courageux »). En 1941 il défend sa thèse de doctorat sur « L'évolution de la monnaie en France ». Encourageant la Résistance, visitant les prisonniers politiques à Bourrassol, il se fait remarquer par la Gestapo. 
Il pense d'abord s'exiler en Afrique du Nord, mais lorsque l'occupant décide d'imposer le Service du travail obligatoire (STO), le Père Dillard décide d'organiser pour ces travailleurs-prisonniers une aumônerie clandestine outre-Rhin. Il arrive à Wuppertal comme électricien. Trahi et arrêté en tant que religieux catholique, il est interné au camp de concentration de Dachau en novembre 1944. Il y meurt le 12 janvier 1945, affaibli par la maladie et les atrocités du camp.

## Hommages et distinctions

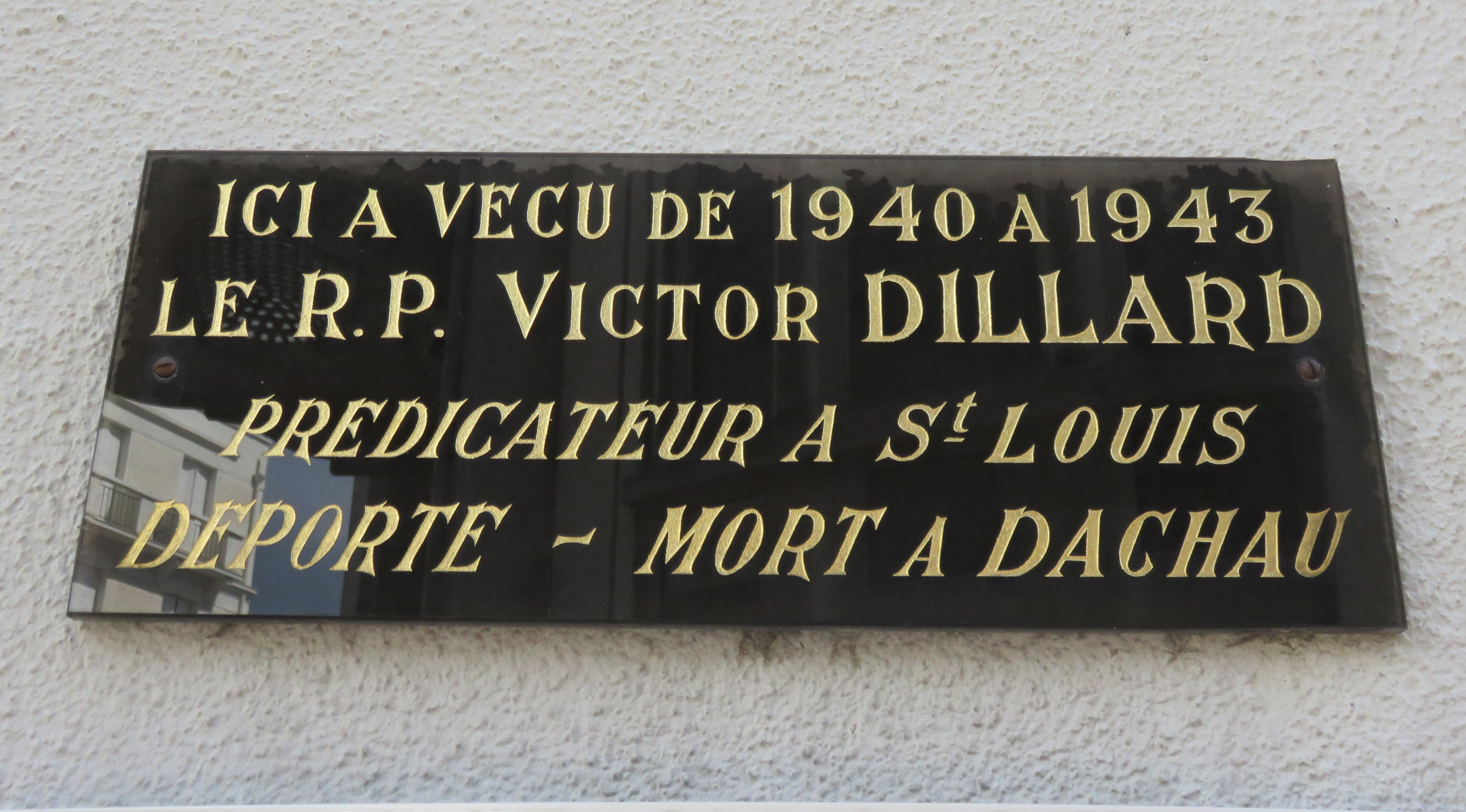
Plaque sur l'immeuble rue de l'Église où il vécut à Vichy. Une autre plaque se trouve également dans l'église Saint-Louis de cette ville (mais avec une erreur sur la date de sa mort).

- Victor Dillard était chevalier de la Légion d'honneur.
- En 1949, son nom est gravé au Panthéon sur la liste des "197", écrivains morts à la guerre ou en déportation (1939-1945).
- En 2004, une plaque du souvenir a été inaugurée à Blois, dans la cour d'honneur du lycée Notre-Dame des Aydes où il a été scolarisé pendant 12 ans.
- Le 19 août 2005, lors du chemin de croix des journées mondiales de la jeunesse, une place à son nom a été inaugurée à Wuppertal devant l'église Saint-Konrad où une plaque commémorative a été apposée.
- Un vitrail de l’église Saint-Georges à Salbris (Loir-et-Cher) le représente au côté du missionnaire spiritain Daniel Brottier.
- Le 9 octobre 2017, la poste française émet un timbre-poste à son effigie (avec la ville de Blois en arrière-plan), dessiné et gravé par Yves Beaujard[3] (Yvert n° 5173).

## Écrits
- Victor Dillard, Lettres du prisonnier inconnu, Sainte-Foy-lès-Lyon, Le monde ouvrier, 1941, 89 p..  — Recueil d'une série de lettres parues dans Monde ouvrier, l'hebdomadaire de la famille et du travail, 10,rue du Château à Lyon.
- Victor Dillard, Suprêmes témoignages, Paris, Spes, coll. « Action populaire », 1945, 72 p..